# 中川雅博
中川 雅博（なかがわ まさひろ、1958年1月5日 - ）は、日本の実業家。株式会社SMBC信託銀行代表取締役社長を務めた。

## 人物・経歴
大阪府出身。1981年神戸大学経済学部卒業、住友銀行（現三井住友銀行）入行。本店営業第七部長 2010年執行役員不動産法人営業部長。2012年執行役員法人部門副責任役員。2013年にソシエテ・ジェネラルから買収したSMBC信託銀行の代表取締役社長に就任。富裕層向け資産運用事業を進めた。2018年鹿島建設監査役。
現在京都先端科学大学で講師を務める。